# Halammohydra andamanensis
Halammohydra andamanensis är en nässeldjursart som beskrevs av Rao 1978. Halammohydra andamanensis ingår i släktet Halammohydra och familjen Halammohydridae.
Artens utbredningsområde är Indiska oceanen. Inga underarter finns listade i Catalogue of Life.